# Санта-Нелла (Каліфорнія)
Санта-Нелла (англ. Santa Nella) — переписна місцевість (CDP) в США, в окрузі Мерсед штату Каліфорнія. Населення — 2211 особа (2020).

## Географія
Санта-Нелла розташована за координатами 37°6′5″ пн. ш. 121°0′55″ зх. д. / 37.10139° пн. ш. 121.01528° зх. д. (37.101437, -121.015365).  За даними Бюро перепису населення США в 2010 році переписна місцевість мала площу 11,81 км², уся площа — суходіл.

## Демографія
Згідно з переписом 2010 року, у переписній місцевості мешкало 1380 осіб у 409 домогосподарствах у складі 319 родин. Густота населення становила 117 осіб/км².  Було 493 помешкання (42/км²).
Расовий склад населення:
| - 60,3 % — білих - 2,2 % — азіатів - 1,8 % — корінних американців - 1,6 % — чорних або афроамериканців - 31,4 % — осіб інших рас |

До двох чи більше рас належало 2,7 %. Частка іспаномовних становила 70,1 % від усіх жителів.
За віковим діапазоном населення розподілялося таким чином: 33,9 % — особи молодші 18 років, 59,4 % — особи у віці 18—64 років, 6,7 % — особи у віці 65 років та старші. Медіана віку мешканця становила 30,4 року. На 100 осіб жіночої статі у переписній місцевості припадало 120,1 чоловіків;  на 100 жінок у віці від 18 років та старших — 109,7 чоловіків також старших 18 років.
Середній дохід на одне домашнє господарство  становив 47 189 доларів США (медіана — 28 144), а середній дохід на одну сім'ю — 48 173 долари (медіана — 26 333). За межею бідності перебувало 58,7 % осіб, у тому числі 87,0 % дітей у віці до 18 років та 28,9 % осіб у віці 65 років та старших.
Цивільне працевлаштоване населення становило 502 особи. Основні галузі зайнятості: роздрібна торгівля — 22,9 %, мистецтво, розваги та відпочинок — 18,9 %, освіта, охорона здоров'я та соціальна допомога — 12,9 %, виробництво — 12,4 %.